# Petrovaradin
Petrovaradin (izvirno srbsko Петроварадин; madžarsko Pétervárad, nemško Peterwardein) je naselje v Srbiji, ki je središče istoimenske občine; slednja pa je del Južnobačkega upravnega okraja.

## Demografija
V naselju živi 11267 polnoletnih prebivalcev, pri čemer je njihova povprečna starost 38,5 let (37,6 pri moških in 39,2 pri ženskah). Naselje ima 4832 gospodinjstev, pri čemer je povprečno število članov na gospodinjstvo 2,89.
To naselje je, glede na rezultate popisa iz leta 2002, v glavnem srbsko, a v času zadnjih 3 popisov je opazen porast števila prebivalcev.
|  |

| Demografija | Demografija     | Demografija     |
| Leto        | Št. prebivalcev | Št. prebivalcev |
| ----------- | --------------- | --------------- |
|             |                 |                 |
|             |                 |                 |
|             |                 |                 |
|             |                 |                 |
| 1948        | 5719            |                 |
| 1953        | 6428            |                 |
| 1961        | 8408            |                 |
| 1971        | 10477           |                 |
| 1981        | 10338           |                 |
| 1991        | 11285           | 11004           |
| 2002        | 14318           | 13973           |
|             |                 |                 |

| Etnična sestava po popisu iz leta 2002 | Etnična sestava po popisu iz leta 2002 | Etnična sestava po popisu iz leta 2002 | Etnična sestava po popisu iz leta 2002 | Etnična sestava po popisu iz leta 2002 |
| -------------------------------------- | -------------------------------------- | -------------------------------------- | -------------------------------------- | -------------------------------------- |
| Srbi                                   | Srbi                                   |                                        | 9.708                                  | 69,47%                                 |
| Hrvati                                 | Hrvati                                 |                                        | 1.364                                  | 9,76%                                  |
| Jugoslovani                            | Jugoslovani                            |                                        | 779                                    | 5,57%                                  |
| Madžari                                | Madžari                                |                                        | 396                                    | 2,83%                                  |
| Črnogorci                              | Črnogorci                              |                                        | 228                                    | 1,63%                                  |
| Rusini                                 | Rusini                                 |                                        | 141                                    | 1,00%                                  |
| Slovaki                                | Slovaki                                |                                        | 92                                     | 0,65%                                  |
| Makedonci                              | Makedonci                              |                                        | 47                                     | 0,33%                                  |
| Ukrajinci                              | Ukrajinci                              |                                        | 41                                     | 0,29%                                  |
| Muslimani                              | Muslimani                              |                                        | 39                                     | 0,27%                                  |
| Goranci                                | Goranci                                |                                        | 35                                     | 0,25%                                  |
| Romi                                   | Romi                                   |                                        | 34                                     | 0,24%                                  |
| Romuni                                 | Romuni                                 |                                        | 30                                     | 0,21%                                  |
| Albanci                                | Albanci                                |                                        | 30                                     | 0,21%                                  |
| Slovenci                               | Slovenci                               |                                        | 27                                     | 0,19%                                  |
| Bunjevci                               | Bunjevci                               |                                        | 22                                     | 0,15%                                  |
| Nemci                                  | Nemci                                  |                                        | 21                                     | 0,15%                                  |
| Rusi                                   | Rusi                                   |                                        | 18                                     | 0,12%                                  |
| Čehi                                   | Čehi                                   |                                        | 6                                      | 0,04%                                  |
| Bolgari                                | Bolgari                                |                                        | 6                                      | 0,04%                                  |
| Bošnjaki                               | Bošnjaki                               |                                        | 2                                      | 0,01%                                  |
| Vlahi                                  | Vlahi                                  |                                        | 1                                      | 0,00%                                  |
| Neznano                                | Neznano                                |                                        | 113                                    | 0,80%                                  |